# 博恩赫沃德湖

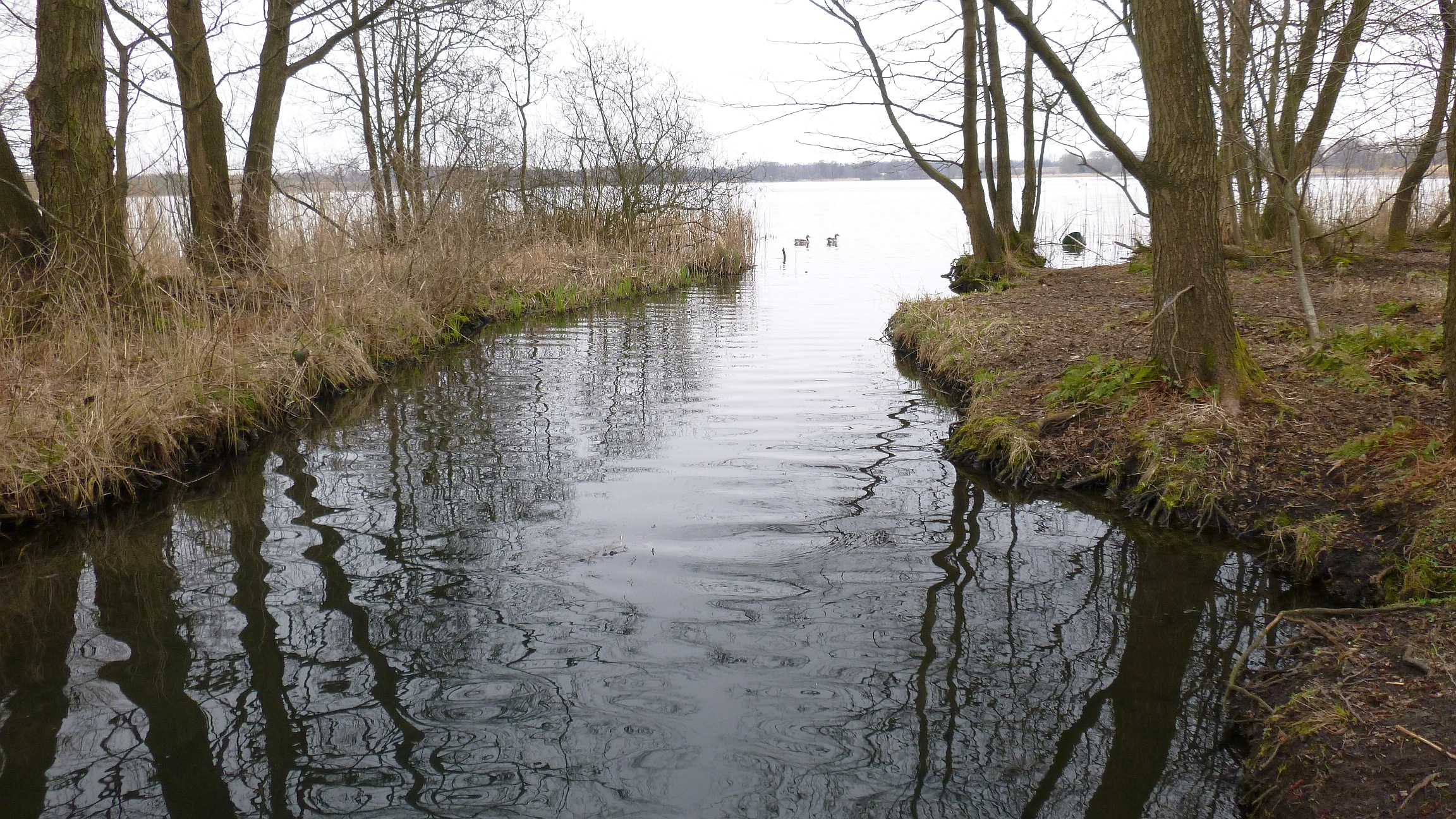

54°04′44″N 10°14′35″E / 54.079°N 10.243°E
博恩赫沃德湖（德語：Bornhöveder See），是德國的湖泊，位於該國北部石勒蘇益格-荷爾斯泰因州，面積0.7平方公里，海拔高度29米，平均水深4.7米，最大水深14.3米，水體容量338萬立方米，湖岸線長度3公里。